# Winona Ryder
Winona Ryder (tên khai sinh Winona Laura Horowitz; sinh ngày 29 tháng 10 năm 1971) là một nữ diễn viên người Mỹ. Cô vươn lên trở thành một trong những nữ diễn viên thành công và mang tính biểu tượng nhất trong thập niên 90, với hàng loạt các vai diễn khác nhau ở nhiều thể loại đa dạng. Winona giành được nhiều giải thưởng trong sự nghiệp của mình, bao gồm một giải thưởng Quả Cầu Vàng, giải thưởng của Nghiệp đoàn Diễn viên Màn ảnh, một đề cử Grammy, hai giải thưởng Viện Hàn lâm (Oscar) và một giải thưởng Điện ảnh Viện Hàn lâm Anh quốc (BAFTA).
Sau vai diễn đầu tay trong phim Lucas (1986) khi chỉ mới 15 tuổi, cô đã giành được nhiều sự chú ý với bộ phim Beetlejuice (1988) của đạo diễn Tim Burton. Winona trở nên nổi bật hơn nữa với những vai diễn chính sau này như  Heathers (1989), Great Balls of Fire (1989), Mermaids (1990), Edward Scissorhands (1990), and Bram Stoker's Dracula (1992). Cô nhận được sự ca ngợi từ giới phê bình và liên tiếp hai đề cử Oscar cho màn thể hiện vai May Welland trong bộ phim The Age of Innocence (1993) của đạo diễn Martin Scorsese và vai Jo March trong bộ phim Những người phụ nữ bé nhỏ (1994), được chuyển thể lần thứ năm dựa trên tác phẩm của nhà văn Louisa May Alcott. Trong giai đoạn này, cô cũng xuất hiện trong những tác phẩm khác như Reality Bites (1994), How to Make an American Quilt (1995), The Crucible (1996), Alien Resurrection (1997), Celebrity (1998) và Girl, Interrupted (1999) cũng là bộ phim cô tham gia điều hành sản xuất. 
Năm 2002, Ryder đóng vai chính trong bộ phim Mr Deeds được giới phê bình đánh giá cao. Sau scandal, Winona đã quyết định tạm dừng đóng phim. Cô trở lại vào năm 2009 trong bộ phim nổi tiếng Star Trek. Năm 2010, cô được đề cử hai giải Screen Actors Guild Awards: nữ diễn viên chính trong bộ phim truyền hình When Love Is Not Enough: The Lois Wilson Story và một phần của dàn diễn viên Black Swan. [2] Cô cũng tái hợp với Burton cho Frankenweenie (2012). Kể từ năm 2016, cô đã đóng vai Joyce Byers trong loạt phim kinh dị khoa học viễn tưởng Stranger Things của Netflix, cô đã nhận được đề cử Quả cầu vàng và Hiệp hội Diễn viên Màn ảnh; trong khi vào năm 2020, cô đóng vai chính trong bộ phim truyền hình nhỏ của HBO The Plot Against America.

## Tác phẩm

### Điện ảnh
| Năm  | Tên phim                      | Vai diễn       | Ghi chú |
| ---- | ----------------------------- | -------------- | ------- |
| 1986 | Lucas                         |                |         |
| 1988 | Beetlejuice                   | Lydia Deetz    |         |
| 1989 | Heathers                      |                |         |
| 1989 | Great Balls of Fire           |                |         |
| 1990 | Mermaids                      |                |         |
| 1990 | Người kéo học yêu             | Kim Boggs      |         |
| 1992 | Bá tước Ma cà rồng            | Mina Harker    |         |
| 1993 | Thời thơ ngây                 | May Welland    |         |
| 1994 | Những người phụ nữ bé nhỏ     | Jo March       |         |
| 1994 | Reality Bites                 |                |         |
| 1995 | How to Make an American Quilt |                |         |
| 1996 | The Crucible                  |                |         |
| 1997 | Alien Resurrection            |                |         |
| 1998 | Celebrity                     |                |         |
| 1999 | Girl, Interrupted             | Susanna Kaysen |         |
| 2024 | Ma siêu quậy                  | Lydia Deetz    |         |

### Truyền hình
| Năm       | Tên phim        | Vai diễn    | Ghi chú |
| --------- | --------------- | ----------- | ------- |
| 2016-2025 | Cậu bé mất tích | Joyce Byers |         |